# Gerson Rodas
Gerson Daniel Rodas Leiva (San Pedro Sula, Honduras, 6 de julio de 1990) es un futbolista hondureño. Juega de mediocampista y actualmente milita en el Lone Fútbol Club de la Liga de Ascenso de Honduras.

## Trayectoria

### Real España
Gerson Rodas fue formado en las divisiones menores del Real España. Debutó de manera oficial el 6 de agosto de 2008, en el empate 0-0 ante Motagua en Danlí. Fue figura del equipo que se adjudicó el título de campeón en el Torneo Apertura 2013, logrando anotar cuatro goles en ese torneo.

### Olimpia
El 28 de junio de 2016 fichó por Olimpia.

## Selección nacional
A nivel de selecciones ha representado a Honduras en categorías sub-20, sub-23 y también ha sido ocasionalmente convocado a la selección absoluta de Honduras, disputando un partido sin anotar goles. Su debut se produjo el 15 de julio de 2013 en la derrota 0-2 ante Trinidad y Tobago por la Copa de Oro 2013.
En la selección olímpica fue figura al ser el autor de los goles en tiempos extras que Honduras necesitaba para remontar en la semifinal del torneo contra El Salvador clasificando a Honduras a los Juego Olímpicos de 2012. Luego de esto sufrió una lesión que no lo dejó ser parte de este certamen.

### Participaciones en Copas del Mundo
| Mundial                | Sede   | Resultado    |
| ---------------------- | ------ | ------------ |
| Mundial Sub-20 de 2009 | Egipto | Primera Fase |

### Participaciones en Juegos Olímpicos
| Juegos Olímpicos         | Sede        | Resultado        |
| ------------------------ | ----------- | ---------------- |
| Juegos Olímpicos de 2012 | Reino Unido | Cuartos de final |

### Participaciones en Copa de Oro
| Copa de Oro      | Sede           | Resultado   |
| ---------------- | -------------- | ----------- |
| Copa de Oro 2013 | Estados Unidos | Semifinales |

## Clubes
| Club              | País     | Año             |
| ----------------- | -------- | --------------- |
| Real España       | Honduras | 2008 - 2016     |
| Olimpia           | Honduras | 2016 - 2018     |
| Platense          | Honduras | 2018 - 2019     |
| Honduras Progreso | Honduras | 2019 - 2020     |
| Lone Fútbol Club  | Honduras | 2023 - Presente |

## Estadísticas
| Club                 | Temporada     | Liga  | Liga  | Copa Nacional | Copa Nacional | Copa Internacional | Copa Internacional | Total | Total |
| Club                 | Temporada     | Part. | Goles | Part.         | Goles         | Part.              | Goles              | Part. | Goles |
| -------------------- | ------------- | ----- | ----- | ------------- | ------------- | ------------------ | ------------------ | ----- | ----- |
| Real España Honduras | 2010/11       | 32    | 0     | -             | -             | -                  | -                  | 3     | 0     |
| Real España Honduras | 2011/12       | 25    | 1     | -             | -             | 1                  | 0                  | 26    | 1     |
| Real España Honduras | 2012/13       | 25    | 1     | -             | -             | -                  | -                  | 25    | 1     |
| Real España Honduras | 2013/14       | 33    | 6     | -             | -             | -                  | -                  | 33    | 6     |
| Real España Honduras | 2014/15       | 12    | 1     | -             | -             | -                  | -                  | 12    | 1     |
| Real España Honduras | 2015/16       | 15    | 3     | -             | -             | -                  | -                  | 15    | 3     |
| Real España Honduras | Total         | 142   | 12    | 0             | 0             | 1                  | 0                  | 143   | 12    |
| Olimpia Honduras     | 2016/17       | 26    | 1     | -             | -             | 4                  | 1                  | 30    | 2     |
| Olimpia Honduras     | 2017/18       | 13    | 0     | -             | -             | 6                  | 0                  | 19    | 0     |
| Olimpia Honduras     | Total         | 39    | 1     | 0             | 0             | 10                 | 1                  | 49    | 2     |
| Total carrera        | Total carrera | 181   | 13    | 0             | 0             | 11                 | 1                  | 192   | 14    |

Fuente

## Palmarés

### Campeonatos nacionales
| Título          | Club        | País     | Año  |
| --------------- | ----------- | -------- | ---- |
| Torneo Apertura | Real España | Honduras | 2010 |
| Torneo Apertura | Real España | Honduras | 2013 |

### Campeonatos internacionales
| Título        | Club    | Lugar    | Año  |
| ------------- | ------- | -------- | ---- |
| Liga Concacaf | Olimpia | San José | 2017 |